# Natalia Gorbanevskaïa
Natalia Gorbanevskaïa (en russe : Ната́лья Евге́ньевна Горбане́вская, Natalia Ievguenievna Gorbanevskaïa, ), née le 26 mai 1936 à Moscou et morte le 29 novembre 2013 à Paris 14e, est une poétesse russe, grande figure de la dissidence dans les années 1960 et 1970. Elle était aussi traductrice de littérature polonaise et est devenue citoyenne polonaise en 2005.

## Biographie
Elle a participé à deux événements majeurs dans l'histoire de la dissidence soviétique : la manifestation du 25 août 1968 sur la Place Rouge pour dénoncer l'invasion de la Tchécoslovaquie par le pacte de Varsovie, et la création de la revue clandestine Chronique des événements en cours qui rendait compte des arrestations et condamnations d’opposants.
Arrêtée après la manifestation sur la place Rouge, elle avait été condamnée à l'internement dans un hôpital psychiatrique spécial à Kazan, et libérée deux ans plus tard à la suite d'une intense campagne de soutien en Occident.
Elle est morte le 29 novembre 2013 à Paris et est enterrée au cimetière du Père-Lachaise (80e division).